# Ferdinand Pelc
Ferdinand Pelc (ur. 10 maja 1876 w Kladerubach, zm. 15 września 1932 w Zábřehu) – czeski prawnik, działacz narodowy, wiceprzewodniczący Zemskiego národnígo výboru pro Slezsko, prezydent Krajowej Komisji Rządzącej dla Śląska w Opawie w latach 1919–1927.

## Publikacje
- O Těšínsko: Vzpomínky a úvahy (1928)